# Global Tekno
Global Tekno, Voyage initiatique au cœur de la musique électronique est un livre écrit en 1999 par le journaliste et animateur radio français Jean-Yves Leloup, avec Jean-Philippe Renoult et Pierre-Emmanuel Rastoin et faisant partie des ouvrages en français de référence sur la musique électronique.
Édité à l'origine aux éditions du Camion blanc en 1999 et rapidement introuvable, le livre est ré-édité chez Scali en 2007 sous le titre Global Techno, L'authentique histoire de la musique électronique dans une version mise à jour dite « 1.1 », avec la contribution d'Ariel Kyrou, auteur de l'ouvrage Techno Rebelle : Un siècle de musiques électroniques.

## Récompenses
La première édition de Global Tekno est lauréate du 16e Grand Prix de littérature musicale de l'Académie Charles-Cros.